# Wirth Peninsula
Wirth Peninsula är en udde i Antarktis. Den ligger i Västantarktis. Chile gör anspråk på området.
Terrängen inåt land är huvudsakligen platt, men västerut är den kuperad. Trakten är obefolkad. Det finns inga samhällen i närheten.